# RDI Halcyon Laserdisc System
Halcyon (lea Halsien, nombre completo RDI Halcyon Laserdisc System) es un sistema de juegos para el hogar desarrollado por RDI Video Systems en enero de 1985. El sistema de juego no ingresó al mercado debido al cese de la financiación de los inversores. Solo se lanzaron unos pocos prototipos para demostrar sus capacidades. El precio de venta inicial era de USD 2500, que según los estándares de esa época era muy costoso.
El sistema de juego se basaba en el microprocesador Z80 y utilizaba un LaserDisc como soporte, lo que hace que su tamaño sea comparable al de una videograbadora. Los desarrolladores afirmaron que el sistema tendría inteligencia artificial, como el HAL 9000 de la película de 2001 Space Odyssey.
Se planearon seis juegos para el sistema de juego, de los cuales solo se lanzaron dos: Thayer's Quest y NFL Football.

## Historia
Rick Dyer (fundador de RDI Video Systems), un fanático de Colossal Cave Adventure, soñaba con lanzar un juego en el que cada escena estuviera llena de elementos gráficos.
El primer prototipo de la consola de juegos fue una calculadora de cinta ordinaria. Controlado por un microprocesador, presentó una cinta de papel en la que ya estaban impresos el texto y los dibujos. Más tarde, este diseño se modernizó mediante la introducción de un proyector, que genera la imagen de forma sincronizada con la grabación de sonido reproducida desde el casete de cinta. Con la llegada de los discos de video, el sonido, el texto y los elementos gráficos se podían leer desde un medio, que se utilizó en The Fantasy Machine, sin embargo, este proyecto falló.
Quedó claro que era imposible permanecer en la industria del juego usando imágenes estáticas y las notas del narrador en el fondo. Esto marcó el comienzo de los juegos animados. El primer proyecto se llamó The Secrets of the Lost Woods, que más tarde se convirtió en parte de Dragon's Lair. Los juegos Dragon's Lair y Space Ace, que fueron creados con el apoyo de RDI Video Systems, le permitieron a la compañía tener éxito en la promoción de sus productos y desarrollar aún más la tecnología para el mercado del entretenimiento en el hogar.
El diseño inicial del próximo sistema de juegos Halcyon se basó en el reproductor de video analógico de Disco de Capacitancia Electrónica de la RCA. La producción de estos reproductores se interrumpió antes del inicio del ensamblaje de las versiones de prueba de la consola y, por lo tanto, tuvo que cambiar el diseño para el uso de LaserDisc. El nuevo diseño tenía varios inconvenientes importantes: alto costo, pequeña capacidad del operador con su gran tamaño, reconocimiento de voz limitado y sistema de síntesis. El consumidor simplemente no estaba listo para comprar un sistema de juego tan costoso, como resultado de lo cual RDI Video Systems perdió a sus inversionistas, se vio sumido en deudas y luego se declaró en bancarrota. Durante este tiempo, se lanzaron varios prototipos que fueron utilizados por la compañía para la configuración y presentaciones.
Irónicamente, Dragon's Lair nunca hizo su juego debut para Halcyon. Sin embargo, partes de The Secrets of the Lost Woods todavía se usaron en Thayer's Quest.

## Características técnicas
La consola de juegos constaba de dos componentes independientes: un reproductor de LaserDisc y un sistema de juego directo con su propia arquitectura. La consola de juegos también incluía auriculares y un teclado de membrana.
El sistema Halcyon se basó en el microprocesador Z80, y sus 64 kilobytes de memoria se dividieron en ROM y RAM. El sistema incluía un subsistema de reconocimiento de voz separado, con la ayuda de la cual era posible dar comandos por voz. El firmware para este subsistema estaba cerrado. La memoria no volátil y un simulador se conectaron a este subsistema para configurar el reconocimiento.
Inicialmente, el sistema incluía un controlador especial para reproductores de Disco de Capacitancia Electrónica, que luego fue reemplazado por un controlador para el reproductor de LaserDisc. Como el jugador utiliza Pioneer LD-700. También implicaba la posibilidad de conectar los reproductores VP1000/PR8210, Magnavox VC8040 o Sylvania VP7200, sin embargo, el usuario debía instalar manualmente los emisores de infrarrojos.
El juego en sí estaba almacenado en un cartucho ROM de 16 kilobytes. El juego grabó el cartucho, las secciones para coordinar el flujo y el diccionario del juego, incluidas las frases para la síntesis de voz y las frases para el reconocimiento. El video fue almacenado en un LaserDisc.
Al escribir las palabras «Yes» y «No», Halcyon sintoniza un sistema de reconocimiento de voz. 4 muestras de estas palabras (dos para las voces masculina y femenina) se registraron previamente en la memoria, lo que permitió adaptar el sistema al valor único del tono y el timbre de una persona que hablaba inglés. La configuración tardó unos segundos y se realizó a través de un auricular, cuyo micrófono estaba equipado con amortiguadores de ruido. Se compararon las frases grabadas con las muestras y se calculó la probabilidad de que coincidieran con las frases reconocidas. Para poder recordar los comandos de voz, Halcyon "remarcaba" al usuario.  A menudo el sistema cometió errores de reconocimiento, especialmente cuando la pronunciación era muy diferente de las muestras ya registradas.
Halcyon tenía su propia voz, pero debido a limitaciones de memoria, el sintetizador de voz no se pudo reconfigurar. La síntesis de voz se realizó a través de los algoritmos del sistema operativo Halcyon utilizando un chip en:Votrax. De hecho, hubo una conversión de frases pregrabadas en forma de texto en sonidos con reglas de pronunciación predefinidas en una situación dada. Sin embargo, esta solución técnica no ahorró algunos problemas de pronunciación para juegos individuales, y en tales casos la pronunciación podría ser corregida manualmente por el usuario usando el teclado. Para la correcta pronunciación de los nombres propios, se utilizó un diccionario especial de inglés.
Puedes controlar el juego usando el teclado o los comandos de voz. Antes de comenzar, el jugador tenía que aprender todos los equipos de juego que eran cortos debido a limitaciones de memoria, y su número era mínimo. La jugabilidad era como mirar una película en la que el jugador podía cambiar la trama y tomar decisiones en ciertos momentos.
Los desarrolladores también planearon introducir la capacidad de controlar los electrodomésticos conectados a un sistema de juego que se parecía a la tecnología inteligente del hogar.